# محمد مبارك غوشي
محمد مبارك غوشي مواليد 13 مايو 1995 في موريتانيا، هو لاعب كرة قدم موريتاني يلعب في نادي السلمية السعودي.

## مسيرة اللاعب
لعب سابقاً في نادي الوئام في موريتانيا و إحترف في الملعب التونسي و احترف في السعودية نادي جدة ونادي التقدم ونادي الصقور ونادي السلمية.

## روابط خارجية
- محمد مبارك غوشي على موقع قاعدة بيانات كرة القدم.إي يو (الإنجليزية)
- محمد مبارك غوشي على موقع Soccerway.com (الإنجليزية)